# Trichomanes tahitense
Trichomanes tahitense là một loài dương xỉ trong họ Hymenophyllaceae. Loài này được Nadeaud mô tả khoa học đầu tiên năm 1873.